# ابن حبيب الحلبي
الحسن بن عمر الدمشقي الحلبي اشتهر باسم ابن حبيب الحلبي (1310 - 16 أغسطس 1377) أديب وفقيه شامي في القرن الرابع عشر الميلادي/ القرن الثامن الهجري، اشتهر بالأدب منظوم ومنثور ويعتبر أديباً ومؤرخا معاً وكاتباً مترسّلاً وشاعراً. 

## سيرته
هو أبو محمد بدر الدين الحسن بن عمر بن حسن بن حبيب الدمشقي الحلبي ولد بدمشق (قيل حلب) سنة 710 هـ/1310م. نصب أبوه محتسبا في حلب فانتقل معه، فنشأ فيها، ونسب إليها. ثم رحل إلى مصر والحجاز. وتنقل في بلاد الشام واستقر في حلب. توفي في 11 ربيع الآخر 779/ 16 أغسطس 1377 بحلب.

## مؤلفاته
- درة الأسلاك في دولة الأتراك: دوّنه بأسلوب أدبي مسجع وكذا فعل في مؤلفاته الأخرى فأظهر أدبه بأبهى حلة ملائمة لزمنه. ولهذا الكتاب تكملة لابنه زين الدين طاهر.
- نسيم الصبا: أنشأه سنة 756 هـ ورتبه على ثلاثين فصلاً في مقاصد مختلفة من الآداب وضمنه كثيراً من أنواع البديع. منه نسخة في خزانة السلطان أحمد الثالث كتبت بخط المؤلف سنة 757 هـ وأخرى كتبب سنة 851 هـ بخط نسخ.
- المقامات: مقامة الوحوش، المقامة الطردية، المقامة الخيل والإبل.
- جهينة الأخبار في أسماء الخلفاء وملوك الأمصار
- تذكرة النبيه في أيام المنصور وبنيه:‌ جمع به أخبار السلطان قلاوون وأبنائه،
- النجم الثاقب: في السيرة النبوية
- المقتفى في ذكر فضائل المصطفى
- كشف المروط : في فقه الشافعية.